# Diego de Alvarado
Diego de Alvarado (mort en 1540 à Valladolid) est un conquistador espagnol.

## Biographie
Gouverneur de La Dominique, fils de Don Garcia de Alvarado et Doña Beatriz Tordolla Bazán, cousin de Pedro de Alvarado qu'il accompagne au Pérou (1524), il est le refondateur, après Gonzalo de Alvarado (1525), de San Salvador en 1528. 
En 1530, il est chargé de mener une expédition au Tezulutlán contre les indiens Pocomchi et Kekchi et rejoint en 1534 Pedro de Alvarado en lutte contre Diego de Almagro. Il entre en négociations avec lui et participe à la pacification de la région de Quito. Il capture le capitaine Inca Zozocopahua et participe à des opérations militaires contre les généraux Quizquiz et Rumiñahui. 
Après de longues discussions avec Almagro, il accepte de transférer son armée et ses navires en échange de 100 000 pesos à Pachacamac. Il devient ensuite le serviteur et le confident d'Alamgro à Cuzco. Fait prisonnier par Alonso de Alvarado, il est libéré par Almagro lors de la bataille de Abancay le 12 juillet 1537. 
De retour à Cuzco, il insiste pour défendre les vies d'Hernando Pizarro et Gonzalo Pizarro et de son parent Alonso de Alvarado. 
Malgré la promesse de paix, Hernando Pizarro déclenche la guerre contre Almagro. Diego de Alvarado retourne à Cuzco pour préparer la défense de la ville. Battu avec Almagro à la Bataille de Las Salinas (6 avril 1538), il est fait prisonnier mais est sauvé par Hernando Pizarro. Il ne peut malgré tout épargner Almagro qui en fait son exécuteur testamentaire, lui confiant le gouvernement de la Nouvelle-Tolède jusqu’à ce que son fils Diego de Almagro le jeune soit en âge de le faire. 
Libéré, il regagne l'Espagne où il accuse Hernando Pizarro du meurtre d'Almagro. Le procès ne peut avoir lieu. Il meurt mystérieusement, des rumeurs faisant état de l’empoisonnement de sa nourriture, en 1540. 